# طويران (أديامان)
طويران (بالتركية: Doyran)‏ هي قرية كرديّة تتبع إداريّاً لمديرية أديامان في محافظة أديامان التركية الواقعة في جنوب شرق الأناضول. بلغ عدد سكانها 635 نسمة في عام 2021.